# 대니엘 슈나이더
대니엘 슈나이더(Danielle Schneider, 1975년 1월 1일 ~ )는 미국의 배우, 팟캐스터, 각본가, 희극인이다.
애틀랜타에서 태어났다.

## 출연 작품

### 영화
- 스텝 브라더스 (2008)

### 텔레비전
- 나의 직장상사는 코미디언 (2021)